# Birgit Jeggle-Merz
Birgit Jeggle-Merz (* 27. April 1960 in Münster) ist eine deutsche römisch-katholische Theologin und Liturgiewissenschaftlerin.     

## Leben
Birgit Jeggle-Merz studierte von 1978 bis 1984 katholische Theologie an der Rheinischen Friedrich-Wilhelms-Universität Bonn und der Albert-Ludwigs-Universität Freiburg mit Diplom in katholischer Theologie. Die Zusatzstudien in Psychologie und Caritaswissenschaften schloss sie mit dem Diplom in Caritaswissenschaften und Christlicher Sozialarbeit ab. Von 1984 bis 1988 war sie als wissenschaftliche Mitarbeiterin am Arbeitsbereich Liturgiewissenschaft und Pastoralliturgik der Theologischen Fakultät der Albert-Ludwigs-Universität Freiburg. 1995 wurde sie im Fach Liturgiewissenschaft an der PTH Benediktbeuern bei Angelus Häußling promoviert.
In den Jahren 2001 bis 2006 war sie als Akademische Rätin am Lehrstuhl für Dogmatik und Liturgiewissenschaft an der Albert-Ludwigs-Universität Freiburg tätig, bevor sie im Jahr 2006 den Ruf als ordentliche Professorin für Liturgiewissenschaft an der Theologischen Hochschule Chur und außerordentliche Professorin für Liturgiewissenschaft an der Theologischen Fakultät der Universität Luzern annahm. Als Nachfolgerin von Monika Jakobs ist sie Prodekanin der Theologischen Fakultät.
Ihre Forschungsschwerpunkte sind praktische Liturgiewissenschaft als theologia experimentalis und Wie heute Liturgie feiern? Gottesdienst und Gesellschaft.
Sie ist verheiratet und Mutter zweier erwachsener Söhne. 

## Schriften (Auswahl)
- mit Helmut Büsse, Michael B. Merz: Fernsehübertragungen von Gottesdiensten: Chancen und Risiken Abschlußbericht eines Forschungsprojekts in Verbindung mit der Zentralstelle Medien der Deutschen Bischofskonferenz durchgeführt vom Arbeitsbereich Liturgiewissenschaft und Pastoralliturgik im Institut für Praktische Theologie der Universität Freiburg. Deutschland: Zentralstelle Medien der deutschen Bischofskonferenz,  Freiburg 1987
- als Herausgeberin mit Ralph Sauer und Andreas Schwenzer: Gottesdienst feiern mit Kindern. Werkbuch. Herder, Freiburg im Breisgau/Basel/Wien 1994, ISBN 3-451-22802-5.
- Erneuerung der Kirche aus dem Geist der Liturgie. Der Pastoralliturgiker Athanasius Wintersig/Ludwig A. Winterswyl (= Liturgiewissenschaftliche Quellen und Forschungen. Band 84). Aschendorff, Münster 1998, ISBN 3-402-04063-8, (zugleich Dissertation, PTH Benediktbeuern 1995/1996).
- als Herausgeberin: Frauen bewegen Theologie. Die Präsenz von Frauen in der theologischen Wissenschaft am Beispiel der Theologischen Fakultät der Albert-Ludwigs-Universität Freiburg. Evangelische Verlagsanstalt, Leipzig 2007, ISBN 3-374-02522-6.
- als Herausgeberin mit Benedikt Kranemann: Liturgie und Ökumene. Grundfragen der Liturgiewissenschaft im interkonfessionellen Gespräch. Herder, Freiburg im Breisgau/Basel/Wien 2013, ISBN 3-451-30904-1.
- als Herausgeberin mit Walter Kirchschläger und Jörg Müller: Gemeinsam vor Gott treten. Die Liturgie mit biblischen Augen betrachten (= Luzerner biblisch-liturgischer Kommentar zum Ordo Missae. Band 1). Verlag Katholisches Bibelwerk, Stuttgart 2014, ISBN 3-460-33135-6.
- mit Walter Kirchschläger und Jörg Müller: Die Feier des Wortes Gottes. Luzerner biblisch-liturgischer Kommentar zum Ordo Missae – Erschließung 1. kbw Bibelwerk, Stuttgart 2015, ISBN 3-460-33138-0.
- als Herausgeberin mit Walter Kirchschläger und Jörg Müller: Das Wort Gottes hören und den Tisch bereiten. Die Liturgie mit biblischen Augen betrachten (= Luzerner biblisch-liturgischer Kommentar zum Ordo Missae. Band 2). Verlag Katholisches Bibelwerk, Stuttgart 2015, ISBN 3-460-33136-4.
- als Herausgeberin mit Walter Kirchschläger und Jörg Müller: Leib Christi empfangen, werden und leben. Die Liturgie mit biblischen Augen betrachten (= Luzerner biblisch-liturgischer Kommentar zum Ordo Missae. Band 3). Verlag Katholisches Bibelwerk, Stuttgart 2016, ISBN 3-460-33137-2.
- als Herausgeberin mit Michael Durst: Juden und Christen im Dialog (= Theologische Berichte. Band 36). Paulusverlag, Freiburg im Üechtland 2016, ISBN 3-7228-0879-0.
- mit Walter Kirchschläger und Jörg Müller: Die Feier der Eucharistie. Luzerner biblisch-liturgischer Kommentar zur Ordo Missae – Erschließung 2. kbw Bibelwerk, Stuttgart 2017, ISBN 3-460-33139-9.
- als Herausgeberin mit Michael Durst: Gewalt – Herrschaft – Religion. Beiträge zur Hermeneutik von Gewalttexten (= Theologische Berichte. Band 38). Paulusverlag, Freiburg im Üechtland 2018, ISBN 3-7228-0912-6.